# 日本の民族問題
日本の民族問題（にほんのみんぞくもんだい）では、日本における民族政策や民族的出身に基づく差別などに関して概説する。個々の問題の詳細については当該項目を参照されたい。

## 概要
日本政府によると肌の色にもとづく人種差別は無いとしているがアメリカ合衆国は人種にもとづく捜査、職務質問が行われるレイシャル・プロファイリングが疑われる事例があると注意を呼びかけている。

### 部落問題、特別永住者と人種差別撤廃条約

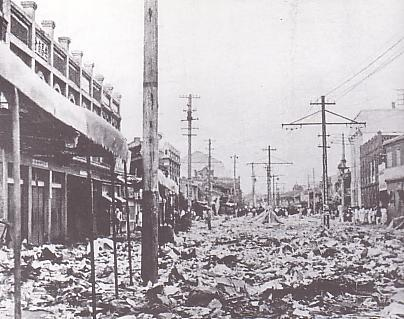
朝鮮排華事件で焼け落ちた中華街

部落問題は、近世以降の歴史的な問題であり、社会的少数者である部落出身者への職業や世系（descent）による差別である。しかし、20世紀前半、部落民は日本民族とは人種的に違い、奴隷や朝鮮人、さらにはイスラエルの失われた支族の末裔であるといったことが信じられていた。1965年の同和対策審議会で「ただ、世人の偏見を打破するために断言しておかなければならないのは同和地区の住民は異人種でも異民族でもなく、疑いもなく日本民族、日本国民であるということである。すなわち、同和問題は、日本民族、日本国民のなかの身分的差別をうける少数集団の問題である。同和地区は、中世末期ないしは近世初期において、封建社会の政治的、経済的、社会的諸条件に規制せられ、一定地域に定着して居住することにより形成された集落である。」と答申され、異民族起源説は政治的には完全に否定された。
また、その後の研究では部落民は徳川幕府の政策により形成され、江戸時代を通じて追放者をこの身分に含めていくことによって増加し続けたが、それ以前はまったく、あるいはほとんど存在しなかったとされ、1615年以前は部落民の祖先となる人々に対する差別は特に無かったとする近世政治起源説がある。但し、鎌倉時代には被差別部落の形成が始まり室町時代には差別は表面化していたとする説もまた存在し、被差別部落の起源については論争がある。近代以降の内地（日本本土）については北海道旧土人保護法や風葬#京都帝国大学による風葬骨持ち去り問題などもしばしば話題にのぼる(アイヌ民族運動、琉球独立運動、琉球遺骨返還請求訴訟も参照)。さらに、戦前は大日本帝国として外地の複数の民族を抱え込んだために、朝鮮排華事件のような中国人虐殺事件が起きることもあった。人類館事件や皇民化政策も併せて参照。
一方、「あらゆる形態の人種差別の撤廃に関する国際条約（人種差別撤廃条約）」では世界人権宣言の具現化を目指し、人種、およびそれに関連するあらゆる差別撤廃に取り組むよう世界に要請している。この条約において、民族差別と人種差別は、これらの明確な区分が難しいこともあり、民族的若しくは種族的出身（national or ethnic origin）に基づく差別を含めて「人種差別 (Racial discrimination)」 として定義されている（第1条第1項）。また、この条約、および監視機関である国際連合人権高等弁務官事務所人種差別撤廃委員会（Committee on the Elimination of Racial Discrimination）において人種差別だけでなく、カースト等の社会階層 (social stratification) 問題も含めて包括的に扱うため、第1条第1項において「職業や世系による差別」が「この条約における人種差別の定義」に含められた。これをもって国連 や国連との協議資格を有する部落解放同盟系のNGO、反差別国際運動 (IMADR)などで、部落問題を「条約上の人種差別」としてとらえることがある。
また、2002年8月の国連人種差別撤廃委員会の会合（CERD/C/SR.1531）において「世系による差別」をテーマに議論が行われ、人種差別撤廃条約第1条中の「世系」は人種のみを指すものではなく（人種由来でない世系差別も対象にする）、また「世系」（descent）という語句はその語句自身の持つ意味を重視すべきであり、日本政府から提出された最初（1997年1月14日）と二回目（1999年1月14日）の報告書に見られるように、人種や民族、出身国と混同すべきではない、とする2001年4月の同委員会の立場（CERD/C/304/Add.114）を改めて表明した。
他方、日本国憲法第15条で国民固有の権利とされる公務員の選定・罷免権（外国人参政権、外国人の公務員管理職への登用等）に関する問題、各種学校・民族学校である朝鮮学校への公的支援問題といった、元大日本帝国臣民でありサンフランシスコ平和条約発効により日本国籍を離脱し外国人となった韓国・朝鮮籍特別永住者に関係する人権・権利問題を、その歴史的背景と関連付けて日本の民族差別問題として扱うことがあるが、「人種差別撤廃条約」においては政府による市民・非市民間の区別、排除、制限、選別問題は人種差別としては取り扱われない。外国籍市民への不当な差別については国際人権規約やILO条約などに照らして扱われる場合が多い。

### 国連人権委員会特別報告
2005年7月3日から11日まで、日本の人権NGO、反差別国際運動（IMADR・2005年当時の事務局長は武者小路公秀）の案内で、国連人権委員会任命の特別報告者、ドゥドゥ・ディエン（セネガル国籍）が人権状況の調査の為に来日した。同報告者は各地の人権団体の案内で被差別部落（大阪市浪速区・西成区）、ウトロ地区、京都朝鮮中高級学校、部落解放同盟中央本部、北海道ウタリ協会（現・北海道アイヌ協会）、沖縄・嘉手納基地や、名護市の普天間基地の代替施設建設予定地を訪問し、ヒアリングを中心とした9日間の調査を行った。同報告者は2006年1月に報告書を発表し、調査の結果、日本には人種差別と外国人嫌悪が存在しているとし、日本政府に「日本社会に人種差別および外国人嫌悪が存在することを正式にかつ公的に認めること、人種主義、差別および外国人嫌悪を禁止する国内法の採択」を勧告した。
さらに、アイヌ民族や朝鮮半島出身者への差別解消策として、歴史教科書を改善するよう提案し、国連総会に提示する考えを示した。また、取材に対し「日本政府は今回の訪問に協力的だったが、当局者の多くは民族主義と人種差別の深刻さを理解していない。政治家が民族主義的な態度で民衆の感情を煽っていることを憂慮する」と述べ、石原慎太郎都知事の所謂「三国人発言」に対して政府が何らの態度表明も行わない事に懸念を示した。2005年11月には、同・特別報告者が国連総会第3委員会（人権）に於いて日本における人種差別を問題にし、包括的な人種差別禁止法の制定を訴えた。

国連人権委員会の勧告に強制力は無く、自国において深刻な人権侵害が存在すると疑われる国も委員会の構成国となっている事などから、調査対象とされた多くの他国政府は勧告を無視しており、日本政府も公式の反応を示していない。またアイヌや旧琉球王国領域の住民は、北方領土問題や尖閣諸島問題のほか基地問題（普天間や高江）などを抱える地域と関係が深いことにも留意を要する。 国際社会では、敵対国や領土問題等をかかえる利害関係国が殊更違いを強調するなど民族対立を扇動し分断工作や離間工作に利用する間接侵略（シャープパワー）・影響力工作・認知戦も珍しくなく、この報告書に関しては、その中立性に対して『産経新聞』などの一部マスコミや保守層から、ポリシー・ロンダリングを疑う声が上げられた。
階級闘争・自己批判・敗戦革命論などの政治的な思想の存在や、窮民革命論（アイヌ革命論ほか）や反日亡国論などの主張が展開され東アジア反日武装戦線によるテロ活動がおこなわれた歴史もまた事実である。産経新聞では、「調査をアレンジした武者小路公秀がピースおおさかの会長でもあり、金正日の思想を普及しようとするチュチェ思想国際研究所と関係の深い人物である」ことを挙げて、「日本に悪意を抱く人物が人権を武器として、国連を利用し日本に言いがかりをつけることがよくある」と報じている（人民戦線戦術も参照）。

### 沖縄地域の構造的差別
2013年12月3日元外務省主任分析官で自らを沖縄人と自認する佐藤優はハフィントンポスト日本版において、「日本による構造化された差別」が沖縄には存在し、石破茂の「デモはテロと変らない」発言にみられる在京エリートとマスメディアが沖縄の差別構造に無自覚であることが沖縄人としての自己同一性を強め、日本人であるという自己意識を捨て民族としての沖縄人を確立しなくてはならないと考える沖縄人の出現を促していると述べた。また同氏は係る状況を国際基準で見た場合「民族問題の初期段階」であると分析している。

## 日本国内の少数民族
日本国内で生活し、日本国籍をもつ者にも、日本固有の意識（「日本人」としての意識或いは大和民族･和人など）とは異なった民族的自覚を持ち続ける人々がある。日本国民としての国籍を有するものは、個人の権利・義務が、民族としてではなく一国民（個人）として憲法上保障されている。
- 「先住民族」の定義　→先住民を参照
- 「民族(Ethnic group)」の定義→民族集団を参照(主として言語・文化・歴史・共同体意識などに基づく集団)
- 「民族(Nation)」の定義　→ネイションを参照(産業化・近代化に直面した集団が「ナショナリズムの運動」を経て獲得した政治的地位（ある国における「"少数民族"としての認知」または自前の国家を獲得した場合は「国民」）。

### 少数民族とされる集団（民族集団との意見のあるものを含む）
各集団 が抱える問題は、当該記事を参照のこと。なお、日本政府が公式に日本の先住民として認識しているのはアイヌのみである。

#### 縄文人の系統
分子人類学で用いられる、D-M55・C-M8やM7aなどの共通点が見られ、近世以前から、歴史的に和人社会と強い結びつきが見られた。北方領土問題や尖閣諸島問題のほか基地問題（普天間や高江）などを抱える地域と関係が深いことにも留意を要するが、生活格差の解消や文化の保存・継承が今後の課題である。
- アイヌ - かつての蝦夷地（南樺太・北海道周辺・北方四島・千島列島）や東北地方北部の民族（アイヌ語も参照）。
- 沖縄県や奄美群島（鹿児島県）などの旧琉球王国領域の住民を、琉球民族と捉える考え方がある（琉球語も参照）。

#### 北樺太出身の民族
- ウィルタ - 樺太北東部の少数民族。
- ニヴフ - 北樺太の少数民族。

#### アジア系
- 在日華僑 - 外国籍。華人、華裔、在日中国人、在日台湾人も参照。
- 朝鮮系日本人 - 朝鮮籍や北朝鮮、韓国籍からの帰化者。（在日韓国・朝鮮人については、朝鮮総連では在日朝鮮人を「（日本の）少数民族ではない」としている[29]）。
- インドシナ難民 - 政治難民が注目されるが経済難民も多い。外国籍または無国籍。

#### 欧米系や混血その他
- 欧米系島民 - 小笠原諸島の開拓・移民の末裔。
- 白系ロシア人 - ロシア地域からの亡命者。
- 在日米軍 - 外国籍。[要出典]
- GIベビー - アメラジアンとも呼称される。連合国軍占領下の日本に、アメリカ軍を中心とした連合国軍の兵士と日本人女性との間に様々な理由で生まれた人々。戦後の落とし子、と言われ、数万人はいると考えられる。日本国籍を持つ。
- 日系ブラジル人 - 多くの場合国籍やエスニシティはブラジル人であり出稼ぎが多い。外国籍。

#### 過去
- 土蜘蛛
- 国栖
- 蝦夷
- 熊襲
- 隼人
- 粛慎